# Greenovia diplocycla
Greenovia diplocycla Webb ex Bolle es una especie de planta tropical con hojas suculentas de la familia de las crasuláceas.

## Etimología
diplocycla: epíteto que deriva del griego diploos, que significa doble y kiklos, que significa círculo.

## Distribución geográfica
Greenovia diplocycla es un endemismo de las islas occidentales de las islas Canarias.

## Descripción
Se diferencia dentro del género por sus rosetas foliares de 6-18 cm de diámetro, con hojas obovado-espatuladas de 5-8 x 4-6,5 cm, glabras, glaucas y con margen hialino de color verde pálido, en ocasiones con pelos glandulares. Las inflorescencias miden hasta 20 cm de ancho, con un pedúnculo de 8-22 cm. Las flores son 19- a 24- partidas, con pétalos de color amarillo intenso.
La gente del lugar la denominan "La Rosa de la Caldera" por su aspecto fenotipo a un capullo o pétalos de rosa.

## Sinonimia
- Sempervivum diplocyclum  (Webb ex Bolle) Christ[2]